# Torekällbergets Freiluftmuseum

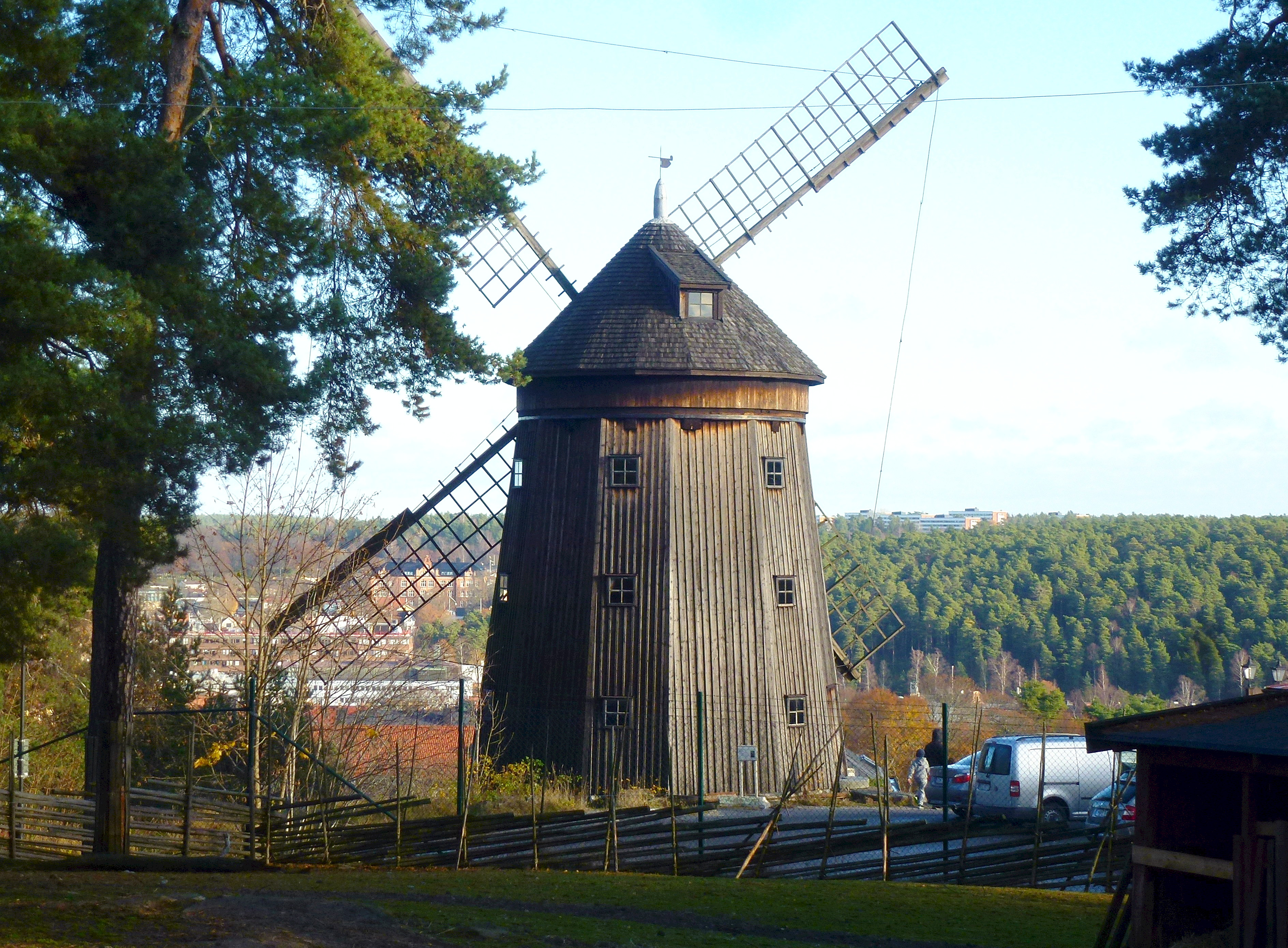
Nora kvarn ist das Symbol des Museums.

Torekällberget (offiziell Torekällbergets friluftsmuseum) ist ein Freiluftmuseum in Södertälje ungefähr 30 Kilometer südlich von Stockholm, Schweden. Das Museum wurde im Jahre 1929 eingerichtet und zeigt, wie man im 19. Jahrhundert in der Landschaft Södermanland lebte.

## Geschichte
Das Museum wurde am 7. Juli 1929 auf dem Amerikaberg (heute Torekällberg) in Södertälje eingeweiht, nachdem die Windmühle von Nora (Nora kvarn) hier ihren neuen Platz gefunden hatte. Die Mühle war somit das erste Gebäude im Freiluftmuseum und wurde zum Symbol und Warenzeichen des Museums. Zu den ersten Anlagen gehörte auch der Bauernhof Råbygården.
Seitdem sind viele historische Gebäude dazugekommen. Besonders während der 1960er Jahre, als der Stadtkern von Södertälje umgestaltet wurde, fanden viele vom Abriss und der Vernichtung bedrohte Häuser auf dem Torekällberget einen neuen Standort. Die Windmühle brannte 1989 nieder, wurde aber 1991 durch eine exakte Rekonstruktion ersetzt.

## Das Museum
Torekällbergets Museum ist in zwei Bereiche gegliedert: „Stadt“ und „Land“. In der Stad stehen Gebäude aus dem 18. und 19. Jahrhundert, die um den Platz Tenngjutargården (Zinngießerhof) angeordnet sind. Hier gibt es beispielsweise eine Bäckerei, eine Töpferei, einen Kaufmannsladen, einen Fotografen, einen Handwerksladen und das historische Café Bellevue. In einem der Gebäude, dem Strömstedtska huset, befindet sich auch das Södertälje Stadtmuseum, das ungefähr 17.000 Gegenstände und 90.000 Bilder in seinen Sammlungen hat.
Im Bereich „Land“ stehen mehrere historische Höfe und Wirtschaftsgebäude aus der Landschaft Södermanland. Zu den wichtigsten Ausstellungsstücken gehören der Råbygården aus dem 18. Jahrhundert, das Torp des Soldaten Östberg und die Volksschule aus Lideby von 1862, die die erste Schule in der Gemeinde Salem war. In Ställen und Gehegen werden vom Aussterben bedrohte schwedische Landrassen gehalten und gezüchtet.

## Bilder

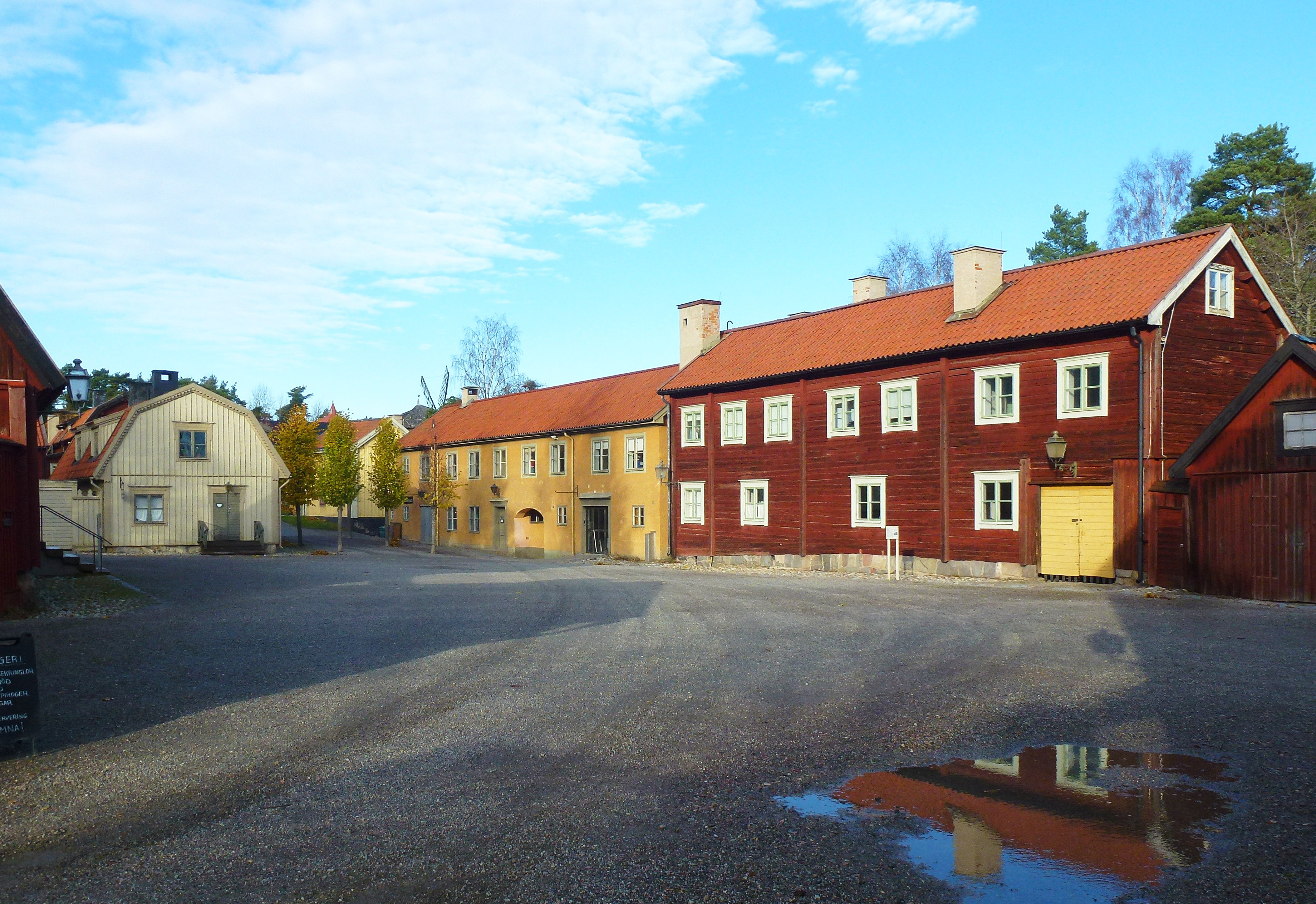
Die Stadt mit Tenngjutartorget
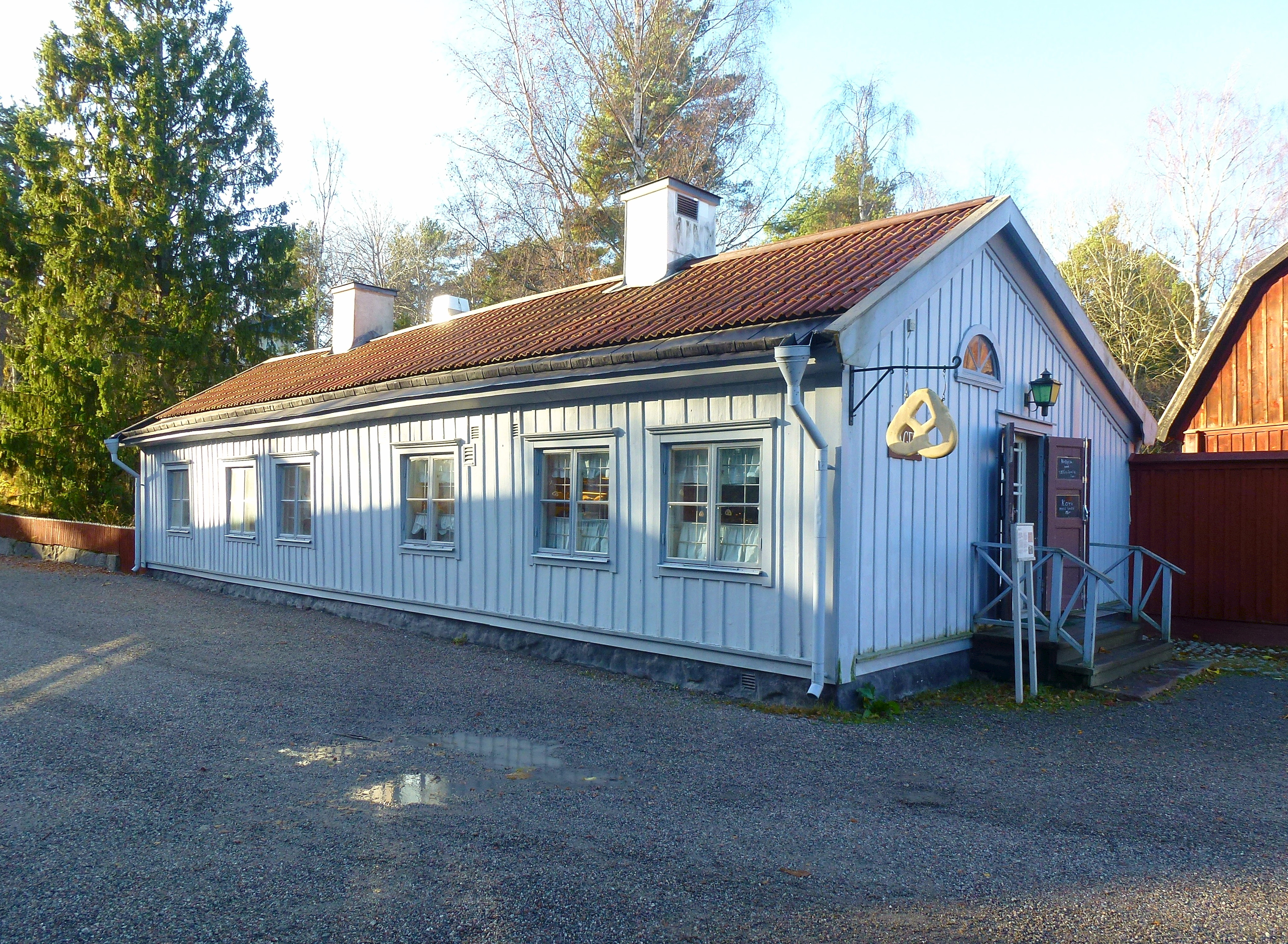
Die Bäckerei
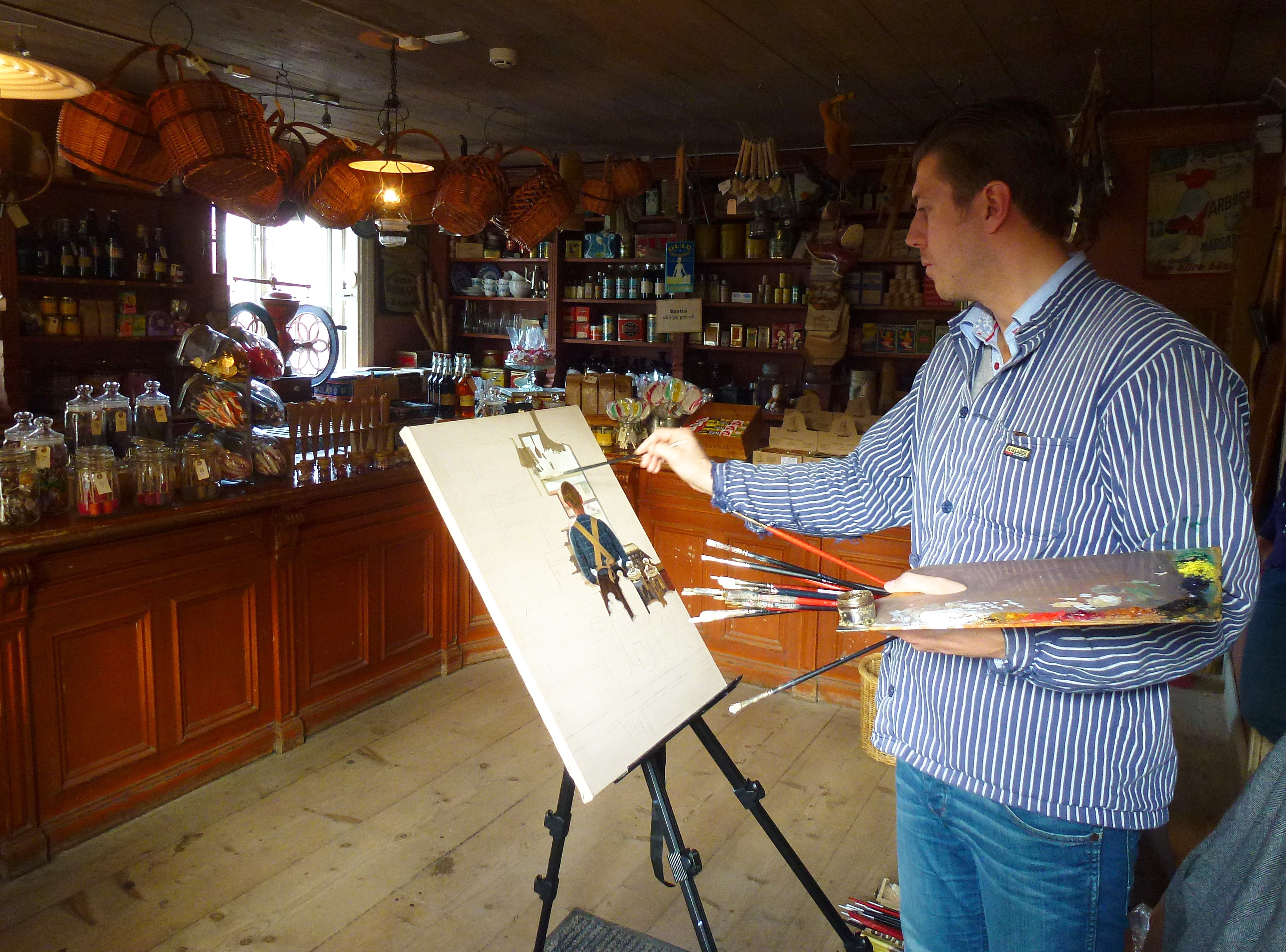
Im Kaufmannsladen
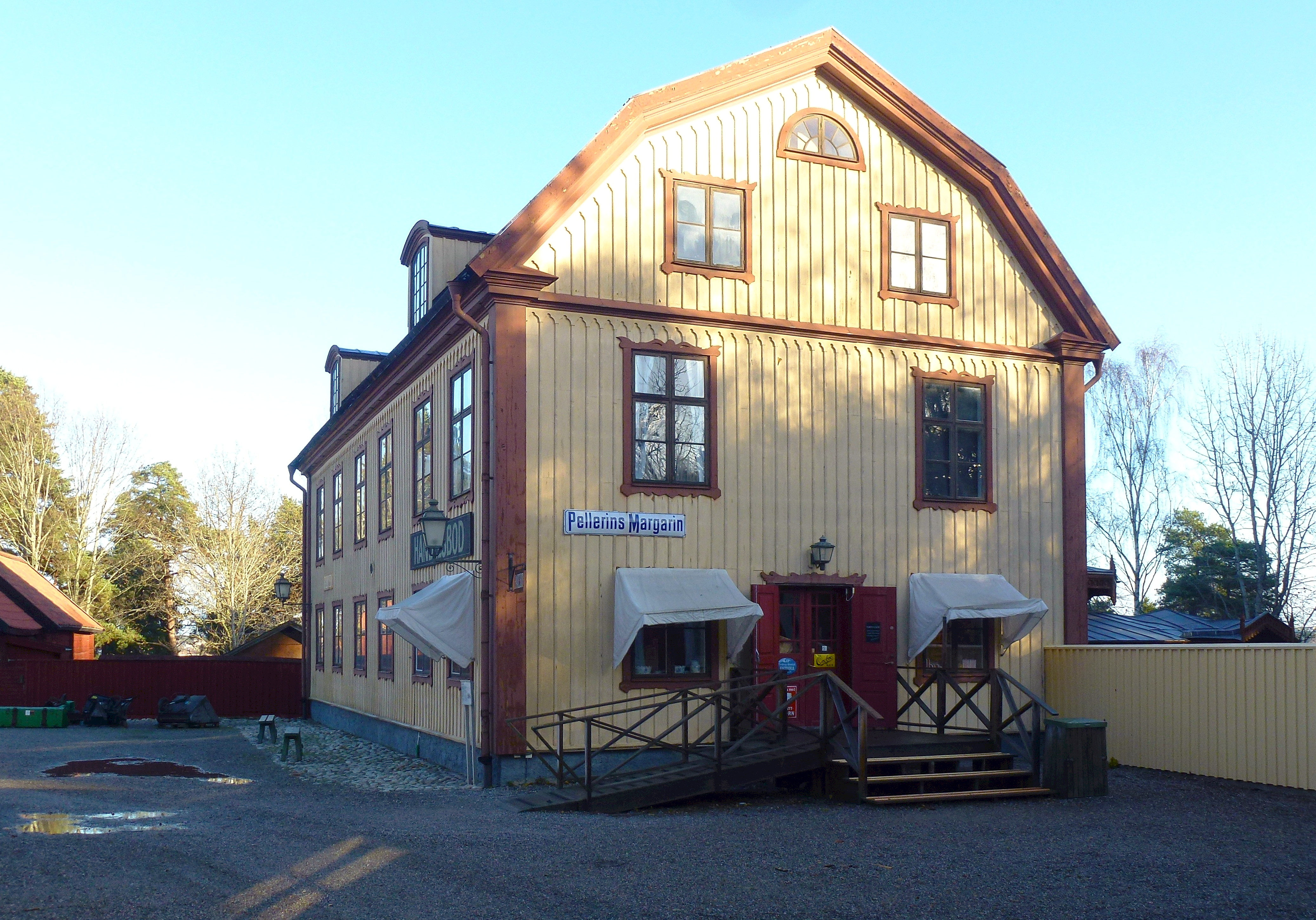
Strömstedtska huset

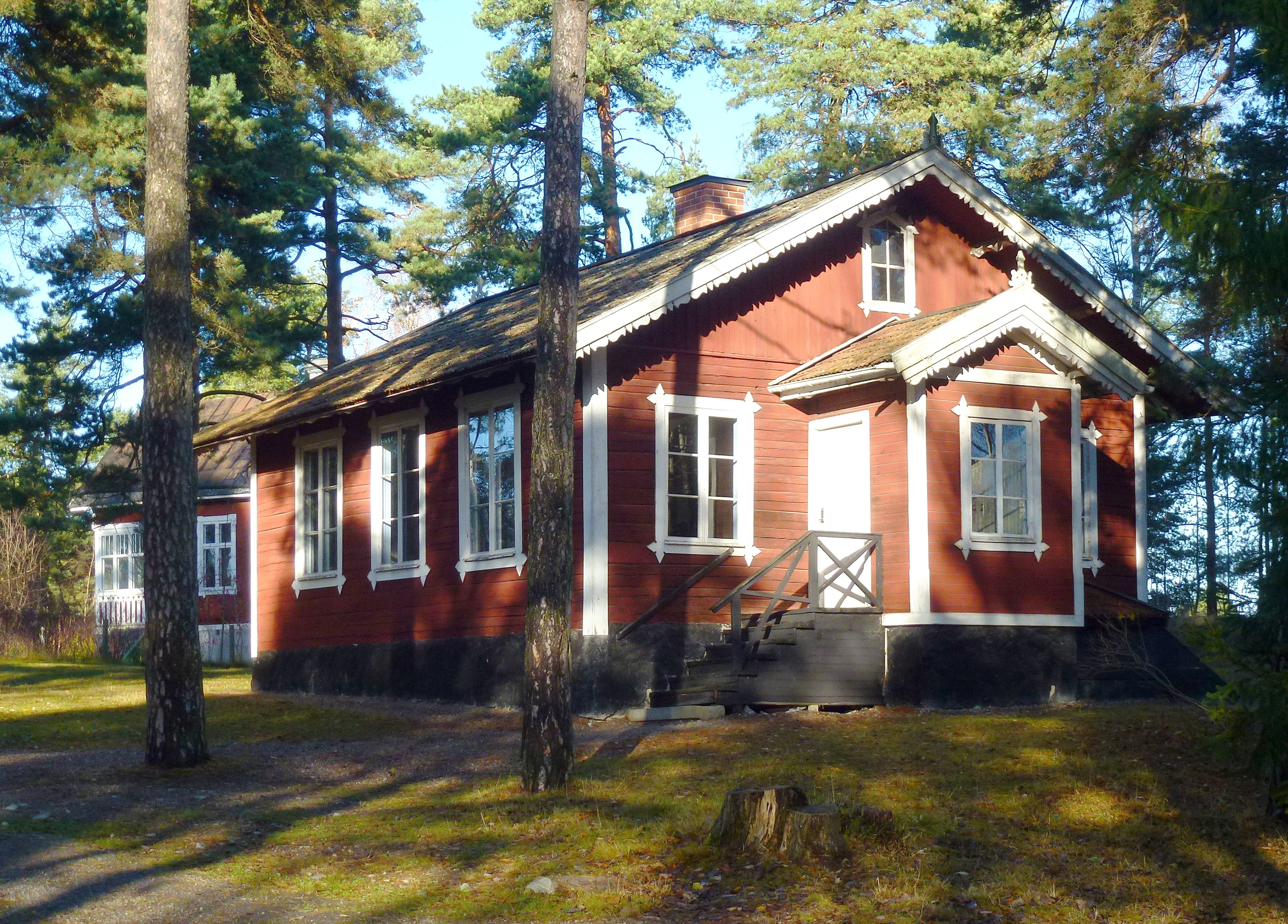
Lideby Volksschule
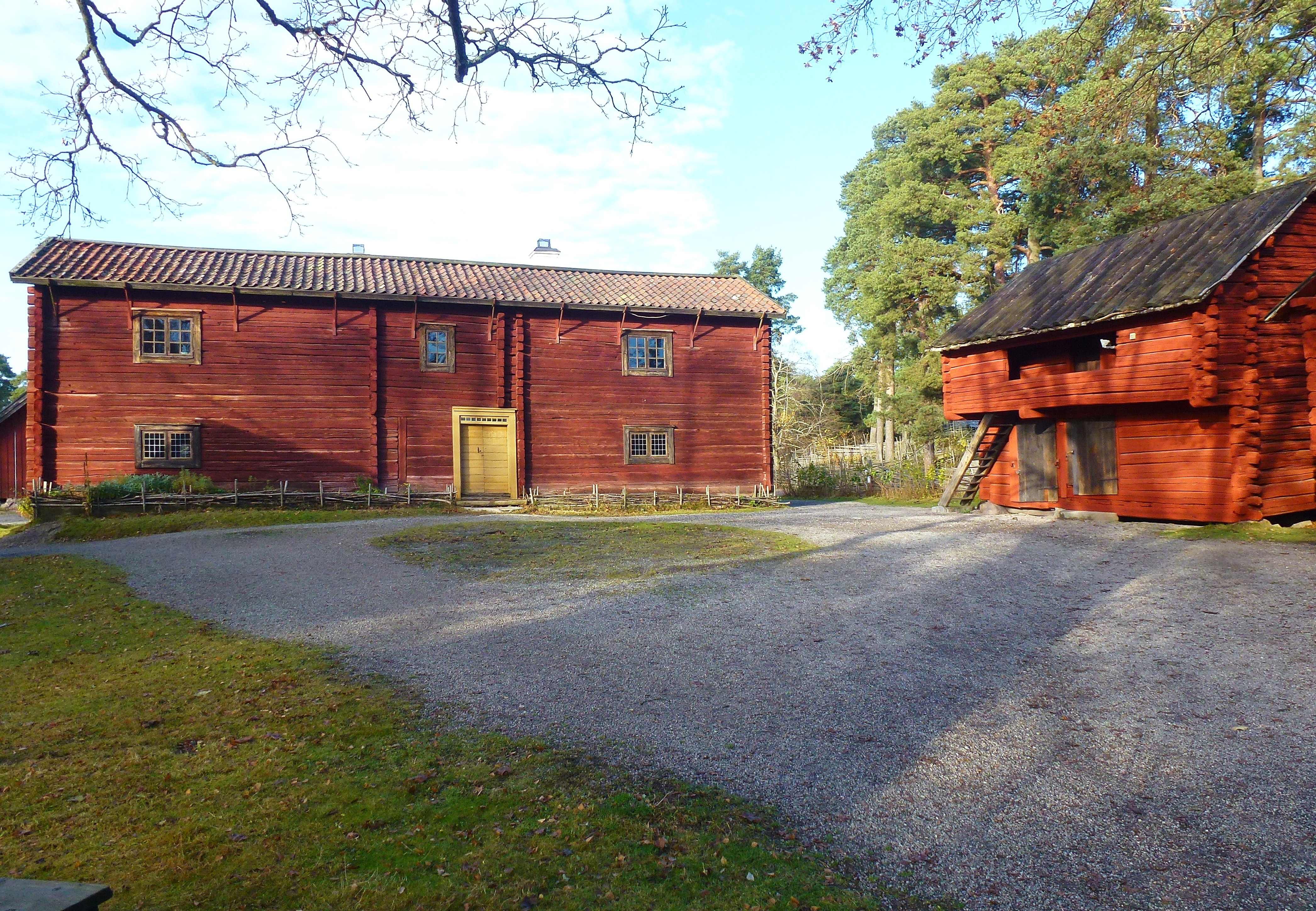
Råbygården
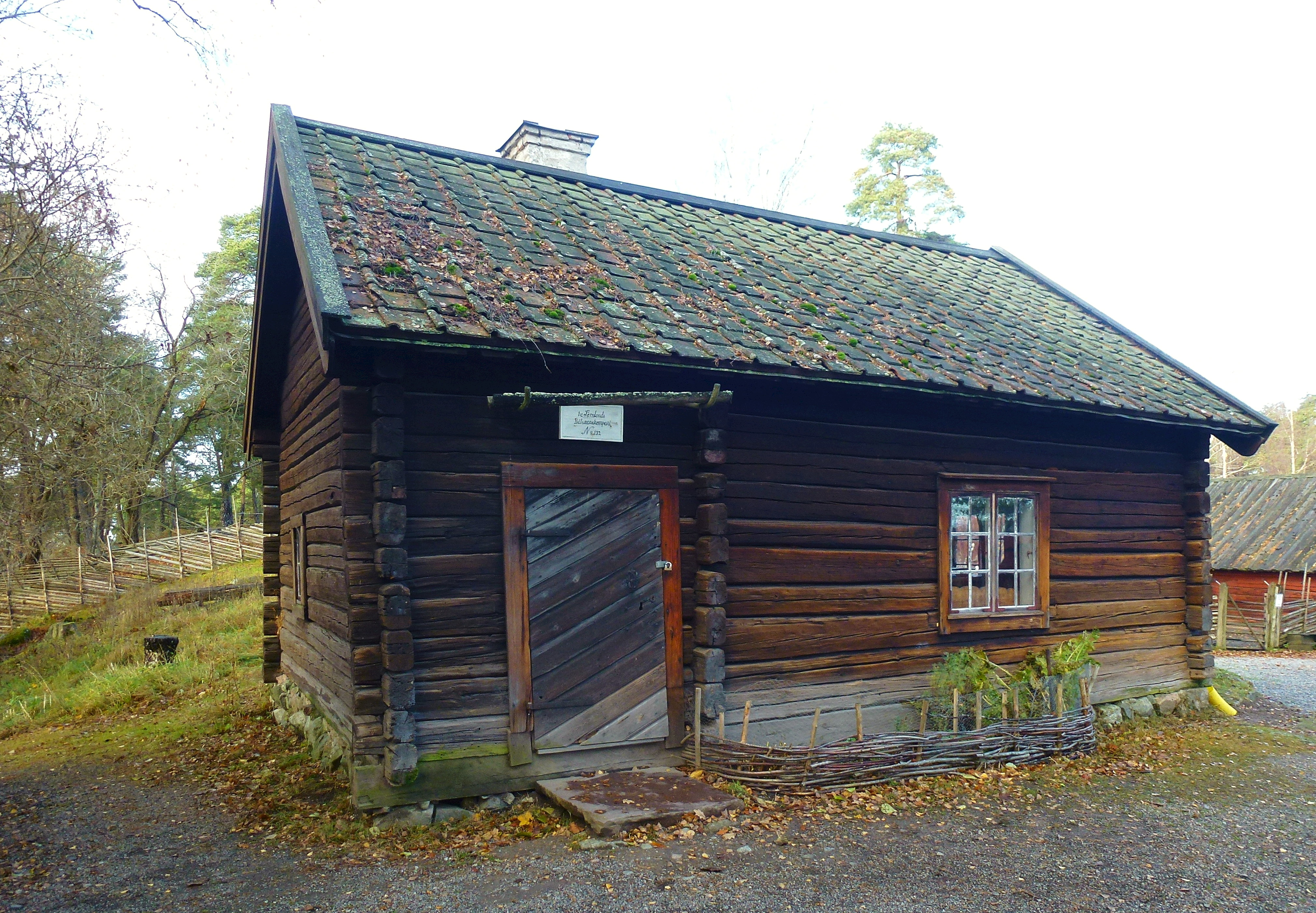
Östbergs Torp
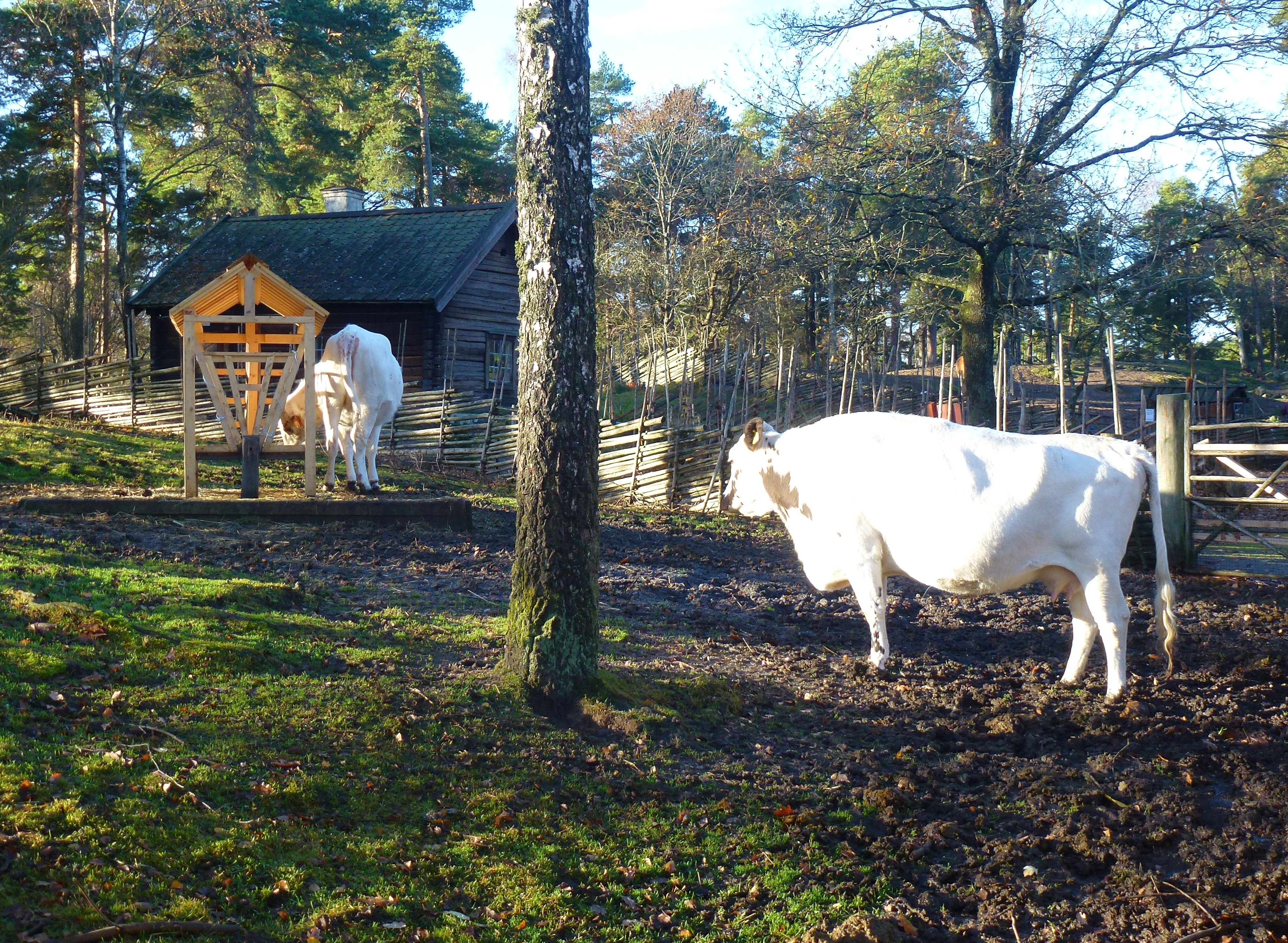
Die Landrasse Bohuskulla